# Adam Kemp
Adam Kemp (ur. 20 grudnia 1990 w Sherrill) – amerykański koszykarz, występujący na pozycji silnego skrzydłowego, od 2022 zawodnik Muszynianki Domelo Sokoła Łańcut.
W 2015 reprezentował Detroit Pistons, podczas letniej ligi NBA w Orlando.
7 września 2018 został zawodnikiem Polpharmy Starogard Gdański. 18 czerwca 2019 dołączył do ENEA Astorii Bydgoszcz.
20 sierpnia 2020 zawarł umowę ze Startem Lublin.
3 czerwca 2021 podpisał kontrakt z Legią Warszawa. 12 listopada 2022 został zawodnikiem Rawlplug Sokoła Łańcut.

## Osiągnięcia
Stan na 28 grudnia 2022, na podstawie, o ile nie zaznaczono inaczej.
NCAA
- Zaliczony do III składu konferencji MAAC (2013)

Drużynowe
- Wicemistrz:
  - Polski (2022)[7]
  - Kazachstanu (2016)
- 4. miejsce podczas mistrzostw Belgii (2017)

Indywidualne
- MVP 6. kolejki EBL (2018/2019)[8]
- Zaliczony do I składu kolejki EBL (12 – 2022/2023)[9]
- Lider EBL w[10]:
  - średniej bloków (2020 – 1,62)
  - skuteczności rzutów z gry (2020 – 68,5%, 2022 – 69,4%)